# Nothoprocta cinerascens
Nothoprocta cinerascens là một loài chim trong họ Tinamidae.